# Union populaire républicaine
Die Union populaire républicaine (deutsch: Elsässische Volkspartei) (UPR) war die größte Partei der Zwischenkriegszeit im Elsass und faktisch Nachfolgepartei der Elsaß-Lothringischen Zentrumspartei. Schwesterpartei in Lothringen bzw. im Département Moselle war die Union républicaine lorraine (URL). Die Partei war christdemokratisch ausgerichtet und setzte sich im laizistischen Frankreich für die Interessen der Kirchen ein.

## Geschichte

### Gründung
Die Partei wurde 1919 nach dem Ende des Reichslands Elsaß-Lothringen gegründet, als das Gebiet des Elsass wieder Frankreich zugesprochen wurde. Die Elsässische Republikanische Volkspartei (UPRNA) war de facto die Nachfolgepartei des Zentrums. Sie bekannte sich zur Zugehörigkeit zu Frankreich, vertrat aber regionalistische Ziele, darunter die Forderung nach größeren Kompetenzen der Provinzen und Verwaltungsautonomie. Sie forderte die Aufrechterhaltung des Konkordats und der Konfessionsschulen, Zweisprachigkeit in Schulen, Verwaltungen und vor Gericht. 
Die Volkspartei wies von Anfang an zwei Flügel auf: Der „nationale“ Flügel rückte von der regionalistischen Politik ab und unterstützte die Assimilationspolitik. Führende Vertreter dieses Flügels waren der Vorsitzende, Joseph Pfleger, Abbé Emile Wetterlé, Abbé Nicolaus Delsor, Alfred Oberkirch und Jean de Leusse.
Der „heimatrechtliche“ Flügel war von einem „Elsässertum“ überzeugt, das es zu stärken gelte. Die Vorstellung war, das Elsass sollte Bindeglied zwischen Frankreich und Deutschland werden. Der Erhalt der deutschen Sprache war für diese Funktion zentral. Vertreter waren Xavier Haegy, Abbé Eugène Müller, Médard Brogly, Georg Gromer und Jean Keppi.

### Parlamentswahlen vom 16. November 1919
Bedingt durch das Mehrheitswahlrecht drohte ein Sieg der antiklerikalen Sozialisten bei den Wahlen zur Nationalversammlung, wenn die bürgerlichen Parteien nicht zusammen kandidieren würden. So bildeten die Elsässische Volkspartei gemeinsam mit der assimilationistischen und laizistischen Parti républicain démocratique (PRD) eine gemeinsame Wahlliste, den Bloc national. Dieser erhielt im Unterelsass 53,2 % und im Oberelsass 62,1 % der Stimmen und alle Mandate.
Ähnlich wurde auch die Senatswahl gewonnen. Die Volkspartei stellte 9 Abgeordnete in der Kammer (die PRD 6) und 6 Senatoren (die PRD 3). Der Sieg dieser Parteien, die die Anerkennung der Zugehörigkeit zu Frankreich, die Ablehnung des Laizismus (dies war ein Zugeständnis der PRD gewesen) und die Forderung nach administrativen und kulturellen Sonderrechten im Wahlkampf vertreten hatten, wurde auf französischer Seite als Bestätigung der Zugehörigkeit Elsass-Lothringens zu Frankreich gewertet. Allerdings hatte die französische Regierung die elsass-lothringische Föderalistenpartei, die eine autonomistische Verfassung für Elsass-Lothringen forderte, genauso wie ein Plebiszit über die Zugehörigkeit zu Deutschland oder Frankreich verboten. Die tatsächliche Stimmung der Bevölkerung war aus dem Wahlergebnis daher nicht abzulesen.
Auch wenn die UPR im Wahlkampf regionalistische Positionen vertreten hatte, traten die gewählten Abgeordneten in Kammer und Senat weder in der Sprachenfrage noch der Frage einer Regionalisierung des Zentralstaats aktiv gegen die Regierungspolitik auf. Sie bekannten sich ausdrücklich zur Zugehörigkeit des Elsass zu Frankreich. Die UPR-Abgeordneten unterstützen die Politik Raymond Poincarés.

### Kulturkampf
Die Kammerwahlen 1924 brachten in ganz Frankreich einen Sieg der Linken. Auch der Bloc national und damit die Union populaire républicaine verlor massiv Stimmen, konnte aber die Mandate im Kammer und Senat weitgehend behaupten. Im Parlament befand sie sich nun in der Opposition. Die Regierungserklärung des neuen Regierungschefs Édouard Herriot vom 17. Juni 1924 wurde im Elsass mit Empörung aufgenommen. Herriot erklärte, das Prinzip des Laizismus, das in Frankreich das Verhältnis von Kirche und Staat regelt, auch im Elsass und in Lothringen durchsetzen zu wollen. Das Konkordat von 1801 sollte nicht mehr gelten und die Konfessionsschulen aufgehoben werden. 
Am 19. Juni trug Robert Schuman eine Protesterklärung von 21 Abgeordneten des Elsass und aus Lothringen in der Kammer vor. Am 15. September 1924 verabschiedeten die Generalräte von Bas-Rhin, Haut-Rhin und Moselle gleichlautende Erklärungen. Zahlreiche Menschen folgte den Aufrufen der katholischen Kirche und der bürgerlichen Parteien zu Massendemonstrationen. Insgesamt nahmen mehr als 100.000 Bürger an Demonstrationen teil, davon 50.000 am 20. Juli 1924 in Straßburg. Ein Schulstreik wurde flächendeckend befolgt. Im März 1925 fand eine Volksbefragung statt. Gefragt wurde, ob die „integrale Aufrechterhaltung des gegenwärtigen Schulregimes, sowie die Respektierung der religiösen Freiheiten und Einrichtungen“ unterstützt werde. Diese Forderung unterstützen im Département Bas-Rhin 181.612, in Haut-Rhin 191.703 und in Moselle 198.329 Wahlberechtigte.
Herriot konnte sich mit seinen Forderungen nicht durchsetzen. Der Staatsrat entschied am 24. Januar 1925, dass das napoleonische Konkordat vom 18. Germinal An X (Französischer Revolutionskalender) (nach unserem Kalender der 8. April 1802) in Kraft bliebe. Aufgrund der wirtschaftlichen Probleme stürzte am 10. April 1925 die Regierung Herriot; der Kulturkampf war von den bürgerlichen Kräften im Elsass und in Lothringen gewonnen worden. Dieser Konflikt sorgte dafür, dass keine der folgenden Regierungen mehr versuchte, das französische System der laïcité auch in Elsass-Lothringen durchzusetzen und bis heute Regelungen des napoleonischen Konkordats in Kraft sind, etwa Religionsunterricht an öffentlichen Schulen oder die Bezahlung der Geistlichen aus staatlichen Mitteln, teilweise existieren auch noch Konfessionsschulen.

### Weitere Geschichte
Nach dem sogenannten „Colmarer Komplott-Prozess“ (die vier Verurteilten wurden nach zwei Monaten begnadigt) entstand das parteiübergreifende Bündnis „Volksfront“, das sich für die Rechte der deutschsprachigen Mehrheit der Elsässer einsetzte und dessen Vertreter 1929 in Colmar und Straßburg (hier der ehemalige Sozialdemokrat und Kommunist Charles Hueber) zum Bürgermeister gewählt wurden. Aufgrund der Sympathie der Autonomistischen Landespartei mit der NSDAP zerbrach das Bündnis 1933 durch den Austritt der UPR.
Mit Beginn des Zweiten Weltkriegs wurden einige Politiker der UPR interniert (siehe Die Nanziger). 1946 ging sie in der christdemokratischen Mouvement républicain populaire auf.

## Wahlergebnisse
Abgeordnetenkammer
| Wahljahr | Mandate |
| 1919     | 9       |
| 1924     | 8       |
| 1928     | 7       |
| 1932     | 9       |
| 1936     | 9       |

Senat
| Wahljahr | Mandate |
| 1920     | 6       |
| 1927     | 6       |
| 1929     | 1       |
| 1935     | 5       |

Regionalräte Haut-Rhin und Bas-Rhin
| Wahljahr | Mandate |
| 1919     | 34      |
| 1922     | 32      |
| 1925     | 31      |
| 1928     | 18      |
| 1931     | 20      |
| 1934     | 25      |
| 1937     | 28      |

## Persönlichkeiten

### Parteivorsitzende
| Bild | Vorsitzender   | Amtszeit                               |
|      | Joseph Pfleger | 4. August 1919 bis 11. Juni 1922       |
|      | Thomas Seltz   | 23. November 1922 bis 21. Oktober 1928 |
|      | Eugène Müller  | 25. November 1928 bis 1940             |

### Abgeordnete
Abgeordnetenkammer
| Abgeordneter      | 1919      | 1924      | 1928              | 1932              | 1936              |
| Michel Walter     | Bas-Rhin  | Bas-Rhin  | Haguenau          | Haguenau          | Haguenau          |
| Eugène Müller     | Bas-Rhin  | Bas-Rhin  | -                 | -                 | -                 |
| Alfred Oberkirch  | Bas-Rhin  | Bas-Rhin  | Selestat          | X                 | X                 |
| Jean de Leusse    | Bas-Rhin  | -         | -                 | -                 | -                 |
| Joseph Pfleger    | Haut-Rhin | Haut-Rhin | Ribeauvillé       | -                 | -                 |
| Médard Brogly     | Haut-Rhin | -         | Mulhouse-campagne | Mulhouse-campagne | -                 |
| Camille Bilger    | Haut-Rhin | HR        | Guebwiller        | Guebwiller        | -                 |
| Emile Wetterlé    | Haut-Rhin | -         | -                 | -                 | -                 |
| Thomas Seltz      | Bas-Rhin  | Bas-Rhin  | Erstein           | Erstein           | Erstein           |
| Joseph Brom       | -         | Haut-Rhin | Thann             | Thann             |                   |
| Joseph Silbermann | -         | Haut-Rhin |                   |                   |                   |
| Henri Meck        | -         | -         | Molsheim          | Molsheim          | Molsheim          |
| Joseph Weydmann   | -         | -         | Wissembourg       | -                 | -                 |
| Charles Elsaesser | -         | -         | -                 | Wissembourg       | Wissembourg       |
| Marcel Sturmel    | -         | -         | -                 | Altkirch          | Altkirch          |
| Joseph Rossé      | -         | -         | -                 | Colmar            | Colmar            |
| Joseph Gullung    | -         | -         | -                 | -                 | Guebwiller        |
| Édouard Fuchs     | -         | -         | -                 | -                 | Mulhouse-campagne |
| Charles Hartmann  | -         | -         | -                 | -                 | Thann             |

1928: Marcel Sturmel wurde im Januar 1929 bei einer Nachwahl in Altkirch gewählt
Senat
| Abgeordneter      | 1920      | 1927      | 1935      |
| Émile Taufflieb   | Bas-Rhin  | -         | -         |
| Lazare Weiler     | Bas-Rhin  | Bas-Rhin  | -         |
| Nicolas Delsor    | Bas-Rhin  | -         | -         |
| Joseph Bourgeois  | Haut-Rhin | Haut-Rhin | -         |
| Sébastien Gegauff | Haut-Rhin | Haut-Rhin | -         |
| Eugène Müller     | -         | Bas-Rhin  | Bas-Rhin  |
| Jean de Leusse    | -         | Bas-Rhin  | -         |
| Paul Helmer       | -         | Haut-Rhin | -         |
| Joseph Sigrist    | -         | -         | Bas-Rhin  |
| Hubert d´Andlau   | -         | -         | Bas-Rhin  |
| Médard Brogly     | -         | -         | Haut-Rhin |
| Joseph Brom       | -         | -         | Haut-Rhin |

Paul Helmer wurde 1920 im zweiten Wahlgang mit Unterstützung der UPR gewählt.
- Eugène Ricklin